# Dijódmetán
A dijódmetán vagy metilén-jodid folyékony szerves jódvegyület. Vízben alig, éterben és alkoholban jól oldódik. Törésmutatója (1,741) és felületi feszültsége (0,0508 N·m−1) viszonylag nagy. A dijódmetán színtelen folyadék, fény hatására azonban bomlik, és a felszabaduló jódtól barnás színűvé válik.
Nagy fajsúlya miatt a dijódmetánt ásványok és más szilárd minták sűrűségének meghatározására használják. Refraktométerek kontakt folyadékaként is alkalmazzák. A Simmons–Smith-reakcióban mint metilénforrást (CH2) használják

## Előállítása
Bár kereskedelmi forgalomban is kapható, előállítható jodoform nátrium-arzenittel végzett redukciójával:
CHI3  +  Na3AsO3  +  NaOH → CH2I2  +  NaI  +  Na3AsO4
Diklórmetánnal és kálium-jodiddal végzett Finkelstein-reakcióval is előállítható:
CH2Cl2 + 2 KI → CH2I2 + 2 KCl

## Biztonság
Az alkil-jodidok alkilezőszerek, a velük való érintkezés kerülendő.

## Fordítás
Ez a szócikk részben vagy egészben a Diiodomethane című angol Wikipédia-szócikk ezen változatának fordításán alapul.  Az eredeti cikk szerkesztőit annak laptörténete sorolja fel. Ez a jelzés csupán a megfogalmazás eredetét és a szerzői jogokat jelzi, nem szolgál a cikkben szereplő információk forrásmegjelöléseként.

### Külső hivatkozások
- Diiodomethane data sheet
- New particle formation from photooxidation of diiodomethane Archiválva 2012. február 11-i dátummal a Wayback Machine-ben